# Рёй, Олаф
Олаф Рёй (дат. Olaf Rye; 16 ноября 1791, Телемарк, Датско-норвежская уния — 6 июля 1849, Фредерисия) — датский военачальник, генерал-майор (1849). Национальный герой Дании.

## Биография
Олаф Рёй родился 16 ноября 1791 года в Телемарке. Его отцом был капитан и батальонный командир Телемаркского пехотного полка Матиас Андреас Рёй. Его брат Йохан Хенрик был юристом и государственным служащим.
В 1804 году он начал свою военную карьеру в качестве кадета в Норвежском кадетском корпусе в Кристиании (ныне Осло). В 1813 году был произведен в капитаны. В 1815 году он покинул Норвегию и поступил на службу к прусскому генералу Гебхарду Леберехту фон Блюхеру. Однако в 1817 году Рёй вернулся на родину и продолжил военную карьеру, после чего был переведен в Финский пехотный полк Королевской датской армии. С 1819 по 1842 год он служил в Ольденборгском полку. В 1840 году он был представлен к рыцарскому званию ордена Даннеброга, а в 1848 году состоялось награждение. 

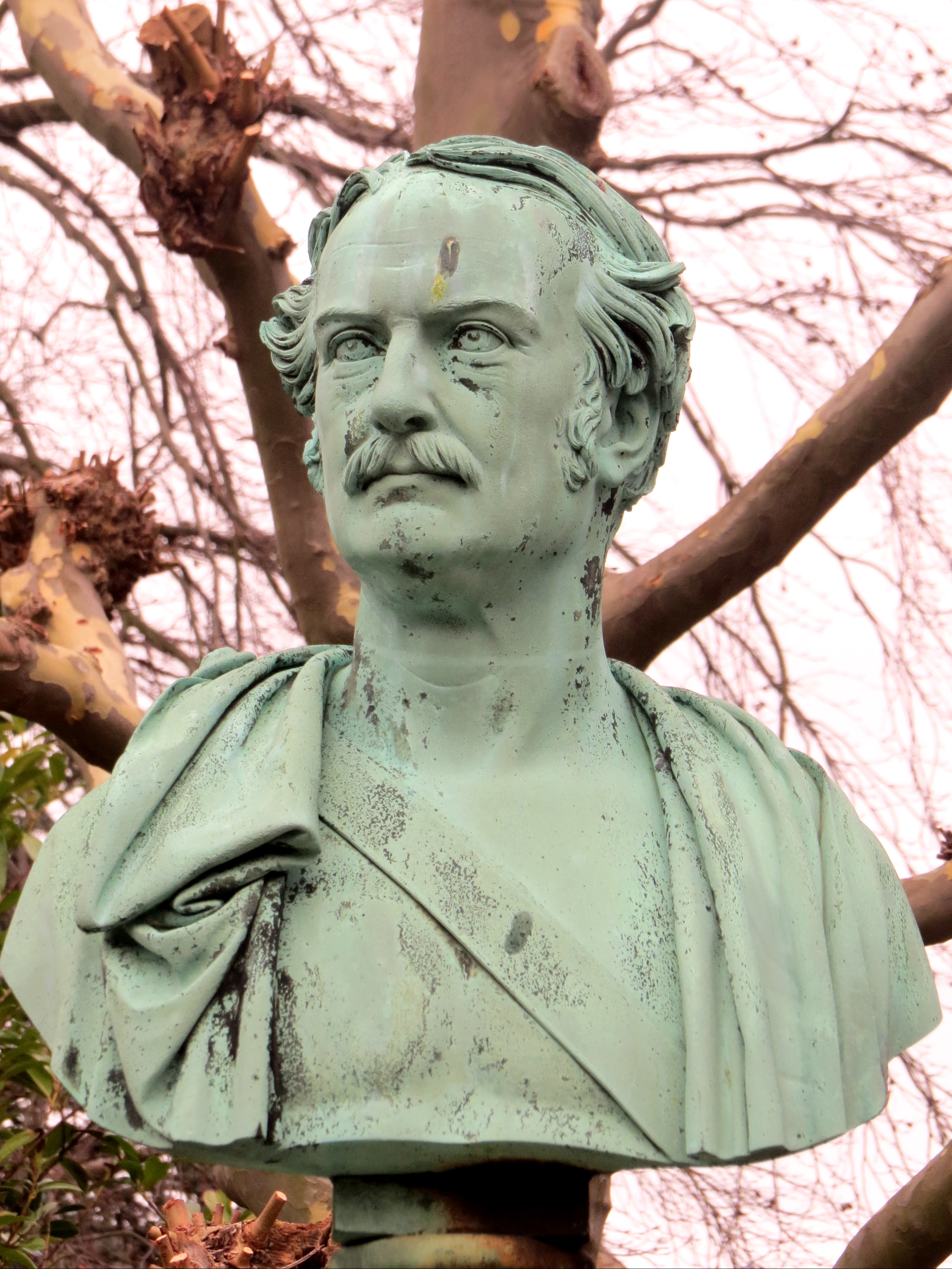
Бюст генерала Рёя в Копенгане

В 1849 году он дослужился до звания генерал-майора и сыграл решающую роль в битве при Фредерисии, в результате которой датским войскам удалось прорвать осаду города повстанцами из Шлезвиг-Гольштейна. Однако он сам в ходе сражения получил смертельное ранение, и был похоронен на Гарнизонном кладбище в Копенгагене.

## Спорт
В свободное время его большой страстью было катание на лыжах. В ноябре 1808 года он, как сообщается, прыгнул с трамплина и подлетел на высоту в 9,5 метров перед аудиторией других солдат в местечке возле церкви Эйдсберга, побив мировой рекорд. Это был первый в истории мировой рекорд по прыжкам с трамплина.

## Память
В его честь были названы улицы в Оденсе, Конгсберге, и Бергене, а также и площадь в Осло.